# Chiariflocculazione
La chiariflocculazione è un trattamento chimico-fisico applicato alle acque da trattare o depurare e consiste principalmente nella precipitazione di sostanze sospese non sedimentabili (e, se presenti in soluzione, anche le sostanze sedimentabili) che durante questo processo formano via via aggregati di maggiori dimensioni e di peso fino a costituire un precipitato che si deposita sul fondo del contenitore o della vasca utilizzati.
Questo processo permette la precipitazione di solidi sospesi colloidali non sedimentabili, e anche dei solidi sedimentabili molto fini, difficili da eliminare con un trattamento fisico semplice a causa della loro velocità di sedimentazione estremamente bassa che richiederebbe sedimentatori di notevoli dimensioni o un bisogno di permanenza troppo lungo nel sedimentatore.
Con la chiariflocculazione si possono separare mediante precipitazione quasi tutte le particelle che causano la torbidità dell'acqua.

Questo processo, a seconda di come viene svolto e regolando opportunamente tutti i parametri di reazione:
- permette la chiarificazione delle acque trattate;
- permette la precipitazione di alcuni metalli;
- permette una riduzione parziale di COD e BOD;
- permette la defosfatazione (rimozione del fosforo);
- facilita la rimozione di oli e grassi (infatti, attraverso questo processo vengono rotte le emulsioni oleose disciolte nell'acqua da trattare consentendo il loro ritorno in superficie, per poi effettuare il trattamento di disoleatura dell'acqua).

## Fasi del processo
Nel trattamento di chiariflocculazione si sfruttano le proprietà di alcune sostanze, dette "coagulanti", che in determinate condizioni operative permettono nelle acque da trattare la separazione di sostanze colloidi sospese tramite la loro precipitazione.

I vari coagulanti agiscono secondo un proprio particolare e complesso meccanismo chimico-fisico non sempre ancora a pieno conosciuto ed interpretato, ma che comunque porta alla destabilizzazione delle sostanze colloidali che una volta destabilizzate dovrebbero tendere a precipitare.
In molti casi, anche con un discreto dosaggio di coagulante non avviene la precipitazione, oppure questa comporterebbe un'attesa di tempo notevole, allora viene aggiunto dopo il coagulante un "coadiuvante di coagulazione" o "flocculante" che promuove un'ulteriore destabilizzazione delle particelle colloidali e soprattutto l'agglomerazione di particelle destabilizzate che possono poi precipitare facilmente.
L'intero processo di chiariflocculazione si può quindi suddividere in:
- coagulazione: destabilizzazione della sostanza colloidale;
- flocculazione: agglomerazione di particelle destabilizzate in microfiocchi e poi in fiocchi grossolani che possono sedimentare.

Dal punto di vista impiantistico, il processo ha inizio in una vasca di coagulazione, quindi l'effluente passa attraverso una vasca di flocculazione e successivamente in un sedimentatore. Esistono inoltre impianti combinati dove queste operazioni vengono svolte all'interno di una singola apparecchiatura, in corrispondenza di appositi scomparti.

### Coagulazione
I cationi derivanti dai coagulanti utilizzati interagiscono con la superficie di carica negativa che riveste la maggior parte delle sostanze colloidi; questo porta alla destabilizzazione delle sostanze colloidali sospese nell'acqua da trattare.
Le sostanze colloidali, rivestite dagli ioni derivanti dal coagulante, possono interagire tra loro agglomerandosi prima in microfiocchi e poi fiocchi e/o possono essere incluse in un precipitato d'idrossido, costituito dal catione metallico derivante dal coagulante o da qualche altro metallo presente nell'acqua da trattare, e dall'anione idrossido OH- presente in soluzione e derivante dalla autodissociazione dell'acqua oppure da qualche base opportunamente aggiunta.
Gli ioni trivalenti come Al3+ derivante dai sali AlCl3 e Al2(SO4)3, e come Fe3+ derivante dai sali Fe2(SO4)3 e FeCl3 sono dieci volte più efficaci degli ioni bivalenti come Fe2+ derivante dal sale FeSO4 e come Ca2+ derivante dalla calce spenta e dalla calce viva. Tuttavia i fattori da tenere in considerazione per l'intero processo di chiariflocculazione sono molteplici: le caratteristiche dell'acqua da trattare, il pH, il gradiente di velocità, il tempo a disposizione, il tipo e la quantità di coagulante da utilizzare.
In questa prima fase vengono effettuate due operazioni:
- aggiunta dei reattivi. Scelta dei coagulanti più opportuni e delle relative concentrazioni ottimali, secondo le caratteristiche chimico fisiche dell'acqua da trattare, dopo aver effettuato le prove jar-test;
- mescolamento rapido. Il mescolamento deve essere rapido in modo da creare un moto vorticoso che consenta una buona dispersione del prodotto. La durata del mescolamento deve essere molto breve,  da circa 1 a 5 minuti.

La tipologia di agitazione può essere:
- meccanica (con agitatori a pale o ad elica o con turbine)
- pneumatica (mediante insufflamento di aria)
- idraulica (mediante pompe).

Se la basicità è insufficiente per la formazione dell'idrossido del metallo derivante dal sale coagulante si può aggiungere contemporaneamente al coagulante un'opportuna quantità di base come l'idrossido di calcio Ca(OH)2.
Si può disporre di tante vasche quanti sono i reagenti da aggiungere all'acqua da trattare; quando gli impianti di chiariflocculazione sono a unità separate, i bacini di coagulazione, detti in inglese flash mixing, sono di norma a sezione circolare e possono essere a flusso radiale o a flusso assiale.

#### Coagulanti
I più utilizzati sono i coagulanti inorganici, come:
- sali d'alluminio:
  - solfato di alluminio: Al2(SO4)3;
  - cloruro di alluminio: AlCl3;
  - policloruri basici di alluminio: Aln(OH)mCl3n-m;
- sali di ferro:
  - cloruro ferrico: FeCl3;
  - solfato ferrico: Fe2(SO4)3;
  - solfato ferroso: FeSO4;
- idrossido di calcio: Ca(OH)2, detto "calce spenta";
- ossido di calcio: CaO, detto "calce viva".

Tali sostanze dissociandosi liberano ioni Al3+, Fe3+, Ca2+ i quali combinandosi con le particelle colloidali le destabilizzano formando sostanze più voluminose che successivamente precipitano o potrebbero precipitare, insieme agli idrossidi di metalli (insolubili) che si formano durante la reazione.

L'idrossido di calcio viene utilizzato soprattutto per alzare il pH e rendere più basica l'acqua da trattare aumentando la concentrazione degli anioni idrossido OH- presenti in soluzione.
La reazione tra coagulante e l'acqua da trattare è influenzata dalla temperatura, ad esempio in acqua calda si verifica in pochi secondi ma per temperature minori di 4 °C la reazione è fortemente rallentata.

I diversi coagulanti inorganici presentano le seguenti caratteristiche:
- Al2(SO4)3 è il reattivo più diffuso ed è efficace con un pH tra 6,5 e 7,5.
 La presenza di sodio o potassio nell'acqua influenza negativamente la coagulazione danneggiando il fiocco.
- Il solfato ferrico Fe2(SO4)3 ha un comportamento simile a quello del cloruro ferrico FeCl3, presenta il vantaggio di essere meno corrosivo di FeCl3, ma ha lo svantaggio di disciogliersi lentamente ed essere molto costoso. È efficace con pH tra 4 e 6 e con pH tra 8,8 e 9,2 e con acque a bassa temperatura.
 Trova applicazioni anche nei trattamenti di decolorazione di acqua a basso pH, nella rimozione del manganese ad alto pH, riduzione della silice e nell'addolcimento alla calce.
- Il cloruro ferrico FeCl3 ha lo svantaggio di essere corrosivo per i materiali ferrosi. È efficace con pH tra 4 e 11.
- Il solfato ferroso FeSO4 è il più economico tra i coagulanti. È adatto per acque con pH elevato e con un sufficiente tenore di O2 necessario all'ossidazione dell'idrato ferroso in ferrico che risulta insolubile.

### Flocculazione

Vasche di chiariflocculazione svuotate per le operazioni di manutenzione. Sono visibili gli agitatori.

La flocculazione consiste nell'ulteriore destabilizzazione delle sostanze colloidali sospese in acqua e soprattutto nell'agglomerazione di particelle destabilizzate che danno origine a microfiocchi e poi ancora fiocchi che precipitano facilmente.

#### Velocità di agitazione
In questa fase, all'acqua trattata già sottoposta a coagulazione, viene aggiunto il flocculante e questa sarà sottoposta ad una lenta agitazione per circa 20-25 min, per favorire la formazione di microfiocchi e l'aggregazione di questi in fiocchi sedimentabili. Affinché ciò avvenga, all'acqua vengono aggiunte sostanze dette coadiuvanti della coagulazione o flocculanti.

La velocità di agitazione deve essere né troppo bassa per evitare la sedimentazione dei fiocchi, né troppo alta per evitare la rottura del fiocco.

L'agitazione lenta si ottiene facendo ricorso a mescolatori meccanici (sistema dinamico) oppure disponendo nella vasca una serie di deflettori (sistema statico).
Nel caso la coagulazione e la flocculazione si abbiano nella stessa vasca, all'inizio durante la fase di coagulazione si può procedere con un'agitazione energica, ma dalla fase di flocculazione in poi si deve effettuare un'agitazione moderata e lenta fino alla sedimentazione del precipitato che verrà successivamente separato dall'acqua trattata.

#### Apparecchiature utilizzate
I bacini di flocculazione hanno forma rettangolare e possono essere:
- a stadi: dove per raggiungere una maggiore efficienza la vasca viene suddivisa in diverse zone in serie nelle quali l'agitazione è progressivamente decrescente.
- a canali: sono a flusso orizzontale, dove la vasca è suddivisa da setti trasversali a formare un canale la cui larghezza è man mano crescente in modo da ottenere una velocità del flusso man mano decrescente.

#### Flocculanti o coadiuvanti della flocculazione
Affinché avvenga la flocculazione è necessario innanzitutto destabilizzare le cariche dei colloidi. Le particelle colloidali delle sospensioni, essendo normalmente caricate negativamente, richiedono di solito coagulanti ad azione cationica. Non è peraltro da escludere la possibilità di imbattersi in sospensioni formate da particelle cariche positivamente, come ad esempio nel caso del carbone, per cui possono necessitare anche coagulanti ad azione anionica.
La destabilizzazione delle cariche permette la formazione dei primi piccoli aggregati solidi (durante la cosiddetta "coagulazione") che successivamente tenderanno a ingrossarsi per successivo adsorbimento di particelle fino alla formazione dei primi fiocchi (o "flocculi") in sospensione. Mentre per favorire la coagulazione era indicata una energica agitazione, nella fase di flocculazione tale agitazione è controindicata in quanto in grado di rompere i fiocchi formatisi.
Ciò viene realizzato facendo uso di flocculanti (spesso si usa indifferentemente il termine coadiuvanti di coagulazione). Questi sono sostanze di varia origine che esplicano la loro azione in valori di intervallo di pH ben definiti. Una temperatura sufficientemente alta, un aumento della forza ionica e una forte agitazione sono fattori che favoriscono la flocculazione.
I coadiuvanti della coagulazione o flocculanti, aggiunti in piccole dosi dopo i coagulanti, migliorano il rendimento del processo influendo soprattutto sulla rapidità di formazione dei fiocchi, sulle caratteristiche dei fiocchi (come dimensione e peso specifico) e sul conseguente miglioramento della velocità di sedimentazione dei fiocchi.
Questi possono essere utilizzati anche come agenti coagulanti, ma si preferisce utilizzarli in piccole dosi come flocculanti.

Di solito, per quanto riguarda l'ordine temporale si usa prima il coagulante e poi il flocculante ma comunque, in casi particolari, si possono usare diversamente: tutti e due insieme, prima uno e poi l'altro o uno solo dei due, anche per esempio solo il flocculante.

Sono numerosissime le sostanze usate come flocculanti: come la silice attivata, la sabbia fine silicea, farina di diatomee, l'argilla, la bentonite, il carbone attivo in polvere, amidi, polisaccaridi e alginati, polimeri organici di sintesi come la poliacrilammide.

I flocculanti possono essere classificati in base a diverse caratteristiche come:
- sostanze organiche o inorganiche
- naturali o di sintesi
- in base alla loro carica: ioniche (cationiche, anioniche o anfotere) o non ioniche (ma comunque polari).

I flocculanti sono in genere degli elettroliti inorganici o polielettroliti organici, tra cui:
- Inorganici
  - silice attivata
  - farina di diatomee
  - bentonite
- Organici
  - polielettroliti di ammonio quaternario come N-alchilpolivinilpiridonio
  - Alginati
  - derivati dell'amido e della cellulosa
  - polimeri organici di sintesi.

I coadiuvanti più utilizzati sono i polielettroliti, macromolecole organiche ottenute attraverso processi di polimerizzazione, solubili in acqua o ben disperdibili, caratterizzati dalla presenza di gruppi ionici lungo tutta la catena. Oppure possono essere usati anche polimeri presentanti lungo la loro catena numerosi gruppi polari.

Infatti, la presenza di gruppi ionici o di gruppi polari uniformemente distribuiti lungo la catena (di questi polimeri flocculanti) facilita l'aggregazione alla catena di più microfiocchi, formando dei fiocchi di maggiore dimensione.

## Applicazioni
La chiariflocculazione è un trattamento tradizionale e consolidato. La sequenza di operazioni sedimentazione-precipitazione-coagulazione-flocculazione è la tecnica più comunemente utilizzata nel mondo per la produzione di acqua potabile. Il processo richiede bassi costi per elevati volumi di acqua depurata. È un processo affidabile, adatto al controllo automatico.
Tra le numerose applicazioni della chiariflocculazione si annoverano:
- potabilizzazione di acque di superficie;
- pre-trattamento nella filtrazione, osmosi inversa nei settori civili e/o industriali;
- pre-trattamento acque reflue urbane;
- post-trattamento acque reflue urbane.